# Граждановка (Тамбовская область)
Гражда́новка — село в Бондарском районе Тамбовской области России. Административный центр Граждановского сельсовета
Расположено на реке Малый Ломовис в 14 километрах к востоку от села Бондари и в 60 километрах к северо-востоку от Тамбова.

## История
Первое упоминание села относится к документам ревизской сказки 1782 года по Кирсановскому уезду под названием «Село Покровское, Малый Ломовис тож». Жителей насчитывалось: мужского пола — 110, женского пола — 112 человек. Некоторые фамилии жителей села: Иевлев Аким, Казначеев Ларион, Богданов Казьма, Иевлев Фатей, Шатилов Андрей, Воропаев Денис, Михин Артём…
В епархиальных сведениях 1911 года село упоминается под названием: «Дворянщино, Покровское тож». В то время в селе было 306 крестьянских дворов с населением: мужского пола — 1042, женского пола — 1041 человек. В сведениях записано, что крестьяне имели земельный надел от 1 до 3 десятин на каждую мужскую душу.
После Октябрьской революции село переименовано в Граждановку. В 1944—1959 годах была центром Граждановского района.

## Население
| 2002 | 2010 | 2012 | 2014 | 2015 |
| ---- | ---- | ---- | ---- | ---- |
| 641  | ↘503 | ↗567 | ↘492 | ↘485 |

## Инфраструктура
- Граждановский филиал Бондарской средней школы на 150 ученических мест
- Граждановский сельский дом культуры на 200 мест
- Библиотека в Граждановском доме культуры
- Граждановская амбулатория